# NGC 3635
NGC 3635 est une galaxie spirale intermédiaire située dans la constellation de la Coupe. NGC 3635 a été découverte par l'astronome américain Francis Leavenworth en 1887.

## Caractéristiques
La classe de luminosité de NGC 3635 est II-III.

### Distance
Sa vitesse par rapport au fond diffus cosmologique est de 7 185 ± 27 km/s, ce qui correspond à une distance de Hubble de 106,0 ± 7,4 Mpc (∼346 millions d'al).
À ce jour, une mesure non basée sur le décalage vers le rouge (redshift) donne une distance d'environ 90,300 Mpc (∼295 millions d'al). Cette valeur est légèrement à l'extérieur des valeurs de la distance de Hubble. Notons cependant que c'est avec la valeur moyenne des mesures indépendantes, lorsqu'elles existent, que la base de données NASA/IPAC calcule le diamètre d'une galaxie et qu'en conséquence le diamètre de NGC 3635 pourrait être d'environ 38,8 kpc (∼127 000 al) si on utilisait la distance de Hubble pour le calculer.

### Brillance de surface
En raison d'une brillance de surface égale à 14,52 mag/am2, on peut qualifier NGC 3635 de galaxie à faible brillance de surface (LSB en anglais pour low surface brightness). Les galaxies LSB sont des galaxies diffuses (D) avec une brillance de surface inférieure de moins d'une magnitude à celle du ciel nocturne ambiant.

## Paire de galaxies?
La galaxie NGC 3635 est collée sur NGC 3634, mais comme on ne connait pas la distance de cette dernière galaxie, on ne sait pas s'il forme un couple de galaxie. Malgré cela, elles figurent dans le catalogue des galaxies en interaction Vorontsov-Velyaminov.